# Reine Genepil
 (juin 2021).
La reine Genepil (mongol : Гэнэнпил Хатан  ; 1905-1938) est la dernière reine consort de Mongolie, mariée à Bogdo Khan,. Bien qu'elle ne fut reine consort que pendant moins d'un an en 1924, son histoire a captivé les générations suivantes. La reine Genepil est exécutée en mai 1938, dans le cadre des répressions staliniennes en Mongolie (en), au cours desquelles une grande partie de la population a été massacrée,,.

## Reine consort
Après la mort de la reine Dondogdulam, Genepil est choisie comme la prochaine reine parmi un groupe de filles âgées de 18 à 20 ans, sélectionnées par les conseillers du roi. Elle vient à l'origine d'une famille du nord de la Mongolie, autour du monastère de Baldan Bereeven (en), et se prénomme alors Tseyenpil, prénom changé ensuite en Genepil. Lors de sa sélection, elle est techniquement déjà mariée avec un homme nommé Luvsandamba,,.
Elle vit avec Bogdo Khan jusqu'à sa mort le 17 avril 1924, lorsque la monarchie est abolie. Après avoir quitté la cour mongole, elle retourne dans sa famille. En 1937, Genepil est arrêtée avec sa famille et exécutée plus tard en 1938, lors des répressions staliniennes en Mongolie,.

## Référence
- (en) Cet article est partiellement ou en totalité issu de l’article de Wikipédia en anglais intitulé « Queen Genepil » (voir la liste des auteurs).

1. ↑  (ru) « Последняя хатан Богдо Гегена », asiarussia.ru,‎ 17 mars 2018 (lire en ligne).
2. 1 2 3  (de) « History Porn Teil LXXI: Geschichte in 28 Wahnsinns-Bildern », watson.ch,‎ 21 mars 2019 (lire en ligne).
3. ↑  (mn) « Монголын сүүлчийн хатны нулимс », sur Эх түүхээ сурталчилна.
4. 1 2  « Last Queen of Mongolia », sur Tsem Rinpoche.
5. ↑  (en) Jack Weatherford, The Secret History of the Mongol Queens: How the Daughters of Genghis Khan Rescued His Empire, Broadway Paperbacks, 2011 (ISBN 978-0-307-40716-0, lire en ligne), p. 87.
6. ↑  (mn) « Ж.Сүхбаатар: Би Богд хааны ач охин », ASSA,‎ 30 septembre 2016 (lire en ligne).
7. ↑  (ru) « Последняя хатан Богдо-хана » Сохраним Тибет! », savetibet.ru,‎ 28 mars 2018 (lire en ligne).
8. ↑  (mn) « VIII Богд Жавзандамба хутагтын Гэнэнпил хатны тун эмгэнэлтэй түүх », MISS.mn,‎ 25 janvier 2019 (lire en ligne).
9. ↑  (mn) « Богдын сүүлийн хатан Н.Гэнэнпил », Өглөө.мн,‎ 5 juillet 2017 (lire en ligne).